# Список астероїдів (43701—43800)
| Назва                                 | Тимчасове позначення | Дата відкриття    | Місце відкриття                      | Відкривач                                              |
| ------------------------------------- | -------------------- | ----------------- | ------------------------------------ | ------------------------------------------------------ |
| (43701) 1115 T-1                      | 1115 T-1             | 25 березня 1971   | Паломарська обсерваторія             | К. Й. ван Гаутен, І. ван Гаутен-Ґроневельд, Т. Герельс |
| (43702) 1142 T-1                      | 1142 T-1             | 25 березня 1971   | Паломарська обсерваторія             | К. Й. ван Гаутен, І. ван Гаутен-Ґроневельд, Т. Герельс |
| (43703) 1276 T-1                      | 1276 T-1             | 25 березня 1971   | Паломарська обсерваторія             | К. Й. ван Гаутен, І. ван Гаутен-Ґроневельд, Т. Герельс |
| (43704) 3225 T-1                      | 3225 T-1             | 26 березня 1971   | Паломарська обсерваторія             | К. Й. ван Гаутен, І. ван Гаутен-Ґроневельд, Т. Герельс |
| (43705) 1131 T-2                      | 1131 T-2             | 29 вересня 1973   | Паломарська обсерваторія             | К. Й. ван Гаутен, І. ван Гаутен-Ґроневельд, Т. Герельс |
| 43706 Iphiklos                        | 1416 T-2             | 29 вересня 1973   | Паломарська обсерваторія             | К. Й. ван Гаутен, І. ван Гаутен-Ґроневельд, Т. Герельс |
| (43707) 2050 T-2                      | 2050 T-2             | 29 вересня 1973   | Паломарська обсерваторія             | К. Й. ван Гаутен, І. ван Гаутен-Ґроневельд, Т. Герельс |
| (43708) 2126 T-2                      | 2126 T-2             | 29 вересня 1973   | Паломарська обсерваторія             | К. Й. ван Гаутен, І. ван Гаутен-Ґроневельд, Т. Герельс |
| (43709) 2284 T-2                      | 2284 T-2             | 29 вересня 1973   | Паломарська обсерваторія             | К. Й. ван Гаутен, І. ван Гаутен-Ґроневельд, Т. Герельс |
| (43710) 2907 T-2                      | 2907 T-2             | 30 вересня 1973   | Паломарська обсерваторія             | К. Й. ван Гаутен, І. ван Гаутен-Ґроневельд, Т. Герельс |
| (43711) 3005 T-2                      | 3005 T-2             | 30 вересня 1973   | Паломарська обсерваторія             | К. Й. ван Гаутен, І. ван Гаутен-Ґроневельд, Т. Герельс |
| (43712) 5054 T-2                      | 5054 T-2             | 25 вересня 1973   | Паломарська обсерваторія             | К. Й. ван Гаутен, І. ван Гаутен-Ґроневельд, Т. Герельс |
| (43713) 5104 T-2                      | 5104 T-2             | 25 вересня 1973   | Паломарська обсерваторія             | К. Й. ван Гаутен, І. ван Гаутен-Ґроневельд, Т. Герельс |
| (43714) 1048 T-3                      | 1048 T-3             | 17 жовтня 1977    | Паломарська обсерваторія             | К. Й. ван Гаутен, І. ван Гаутен-Ґроневельд, Т. Герельс |
| (43715) 1084 T-3                      | 1084 T-3             | 17 жовтня 1977    | Паломарська обсерваторія             | К. Й. ван Гаутен, І. ван Гаутен-Ґроневельд, Т. Герельс |
| (43716) 1096 T-3                      | 1096 T-3             | 17 жовтня 1977    | Паломарська обсерваторія             | К. Й. ван Гаутен, І. ван Гаутен-Ґроневельд, Т. Герельс |
| (43717) 2023 T-3                      | 2023 T-3             | 16 жовтня 1977    | Паломарська обсерваторія             | К. Й. ван Гаутен, І. ван Гаутен-Ґроневельд, Т. Герельс |
| (43718) 2208 T-3                      | 2208 T-3             | 16 жовтня 1977    | Паломарська обсерваторія             | К. Й. ван Гаутен, І. ван Гаутен-Ґроневельд, Т. Герельс |
| (43719) 2666 T-3                      | 2666 T-3             | 11 жовтня 1977    | Паломарська обсерваторія             | К. Й. ван Гаутен, І. ван Гаутен-Ґроневельд, Т. Герельс |
| (43720) 4301 T-3                      | 4301 T-3             | 16 жовтня 1977    | Паломарська обсерваторія             | К. Й. ван Гаутен, І. ван Гаутен-Ґроневельд, Т. Герельс |
| (43721) 4433 T-3                      | 4433 T-3             | 16 жовтня 1977    | Паломарська обсерваторія             | К. Й. ван Гаутен, І. ван Гаутен-Ґроневельд, Т. Герельс |
| (43722) 1968 OB                       | 1968 OB              | 18 липня 1968     | Астрономічна станція Серро Ель Робле | Карлос Торрес, С. Кофре                                |
| (43723) 1975 SZ1                      | 1975 SZ1             | 30 вересня 1975   | Паломарська обсерваторія             | Ш. Дж. Бас                                             |
| 43724 Пехштейн (Pechstein)            | 1975 UY              | 29 жовтня 1975    | Обсерваторія Карла Шварцшильда       | Ф. Бернґен                                             |
| (43725) 1978 RK9                      | 1978 RK9             | 2 вересня 1978    | Обсерваторія Ла-Сілья                | Клаес-Інґвар Лаґерквіст                                |
| (43726) 1978 UJ5                      | 1978 UJ5             | 27 жовтня 1978    | Паломарська обсерваторія             | Мішель Олмстід                                         |
| (43727) 1979 MQ2                      | 1979 MQ2             | 25 червня 1979    | Обсерваторія Сайдинг-Спрінг          | Е. Гелін, Ш. Дж. Бас                                   |
| (43728) 1979 MA3                      | 1979 MA3             | 25 червня 1979    | Обсерваторія Сайдинг-Спрінг          | Е. Гелін, Ш. Дж. Бас                                   |
| (43729) 1979 MS3                      | 1979 MS3             | 25 червня 1979    | Обсерваторія Сайдинг-Спрінг          | Е. Гелін, Ш. Дж. Бас                                   |
| (43730) 1979 MK4                      | 1979 MK4             | 25 червня 1979    | Обсерваторія Сайдинг-Спрінг          | Е. Гелін, Ш. Дж. Бас                                   |
| (43731) 1979 ML5                      | 1979 ML5             | 25 червня 1979    | Обсерваторія Сайдинг-Спрінг          | Е. Гелін, Ш. Дж. Бас                                   |
| (43732) 1979 MO7                      | 1979 MO7             | 25 червня 1979    | Обсерваторія Сайдинг-Спрінг          | Е. Гелін, Ш. Дж. Бас                                   |
| (43733) 1979 MV7                      | 1979 MV7             | 25 червня 1979    | Обсерваторія Сайдинг-Спрінг          | Е. Гелін, Ш. Дж. Бас                                   |
| (43734) 1979 MY7                      | 1979 MY7             | 25 червня 1979    | Обсерваторія Сайдинг-Спрінг          | Е. Гелін, Ш. Дж. Бас                                   |
| (43735) 1981 DQ1                      | 1981 DQ1             | 28 лютого 1981    | Обсерваторія Сайдинг-Спрінг          | Ш. Дж. Бас                                             |
| (43736) 1981 DL2                      | 1981 DL2             | 28 лютого 1981    | Обсерваторія Сайдинг-Спрінг          | Ш. Дж. Бас                                             |
| (43737) 1981 EU3                      | 1981 EU3             | 2 березня 1981    | Обсерваторія Сайдинг-Спрінг          | Ш. Дж. Бас                                             |
| (43738) 1981 ED6                      | 1981 ED6             | 7 березня 1981    | Обсерваторія Сайдинг-Спрінг          | Ш. Дж. Бас                                             |
| (43739) 1981 EP7                      | 1981 EP7             | 1 березня 1981    | Обсерваторія Сайдинг-Спрінг          | Ш. Дж. Бас                                             |
| (43740) 1981 EM9                      | 1981 EM9             | 1 березня 1981    | Обсерваторія Сайдинг-Спрінг          | Ш. Дж. Бас                                             |
| (43741) 1981 ES10                     | 1981 ES10            | 1 березня 1981    | Обсерваторія Сайдинг-Спрінг          | Ш. Дж. Бас                                             |
| (43742) 1981 EX12                     | 1981 EX12            | 1 березня 1981    | Обсерваторія Сайдинг-Спрінг          | Ш. Дж. Бас                                             |
| (43743) 1981 EK16                     | 1981 EK16            | 1 березня 1981    | Обсерваторія Сайдинг-Спрінг          | Ш. Дж. Бас                                             |
| (43744) 1981 EX17                     | 1981 EX17            | 2 березня 1981    | Обсерваторія Сайдинг-Спрінг          | Ш. Дж. Бас                                             |
| (43745) 1981 EN22                     | 1981 EN22            | 2 березня 1981    | Обсерваторія Сайдинг-Спрінг          | Ш. Дж. Бас                                             |
| (43746) 1981 EH31                     | 1981 EH31            | 2 березня 1981    | Обсерваторія Сайдинг-Спрінг          | Ш. Дж. Бас                                             |
| (43747) 1981 EX31                     | 1981 EX31            | 2 березня 1981    | Обсерваторія Сайдинг-Спрінг          | Ш. Дж. Бас                                             |
| (43748) 1981 ET37                     | 1981 ET37            | 1 березня 1981    | Обсерваторія Сайдинг-Спрінг          | Ш. Дж. Бас                                             |
| (43749) 1981 EG46                     | 1981 EG46            | 2 березня 1981    | Обсерваторія Сайдинг-Спрінг          | Ш. Дж. Бас                                             |
| (43750) 1981 QG3                      | 1981 QG3             | 25 серпня 1981    | Обсерваторія Ла-Сілья                | Анрі Дебеонь                                           |
| 43751 Асам (Asam)                     | 1982 UD4             | 19 жовтня 1982    | Обсерваторія Карла Шварцшильда       | Ф. Бернґен                                             |
| 43752 Maryosipova                     | 1982 US5             | 20 жовтня 1982    | КрАО                                 | Карачкіна Людмила Георгіївна                           |
| (43753) 1982 VN3                      | 1982 VN3             | 14 листопада 1982 | Обсерваторія Кісо                    | Хірокі Косаї, Кіїтіро Фурукава                         |
| (43754) 1983 AA                       | 1983 AA              | 9 січня 1983      | Станція Андерсон-Меса                | Браян Скіфф                                            |
| (43755) 1983 RJ1                      | 1983 RJ1             | 5 вересня 1983    | Гарвардська обсерваторія             | Обсерваторія Ок-Ридж                                   |
| (43756) 1984 CE                       | 1984 CE              | 10 лютого 1984    | Паломарська обсерваторія             | Джеймс Ґібсон                                          |
| (43757) 1984 DB1                      | 1984 DB1             | 27 лютого 1984    | Обсерваторія Ла-Сілья                | Анрі Дебеонь                                           |
| (43758) 1985 QY2                      | 1985 QY2             | 17 серпня 1985    | Паломарська обсерваторія             | Е. Гелін                                               |
| (43759) 1986 QW2                      | 1986 QW2             | 28 серпня 1986    | Обсерваторія Ла-Сілья                | Анрі Дебеонь                                           |
| (43760) 1986 QD3                      | 1986 QD3             | 29 серпня 1986    | Обсерваторія Ла-Сілья                | Анрі Дебеонь                                           |
| (43761) 1986 QQ3                      | 1986 QQ3             | 29 серпня 1986    | Обсерваторія Ла-Сілья                | Анрі Дебеонь                                           |
| (43762) 1986 WC1                      | 1986 WC1             | 25 листопада 1986 | Обсерваторія Клеть                   | Зденька Ваврова                                        |
| 43763 Russert                         | 1987 KF1             | 30 травня 1987    | Паломарська обсерваторія             | Керолін Шумейкер, Юджин Шумейкер                       |
| (43764) 1988 BL5                      | 1988 BL5             | 28 січня 1988     | Обсерваторія Сайдинг-Спрінг          | Роберт Макнот                                          |
| (43765) 1988 CF4                      | 1988 CF4             | 13 лютого 1988    | Обсерваторія Ла-Сілья                | Ерік Вальтер Ельст                                     |
| (43766) 1988 CR4                      | 1988 CR4             | 13 лютого 1988    | Обсерваторія Ла-Сілья                | Ерік Вальтер Ельст                                     |
| 43767 Permeke                         | 1988 CP5             | 13 лютого 1988    | Обсерваторія Ла-Сілья                | Ерік Вальтер Ельст                                     |
| 43768 Lynevans                        | 1988 CH7             | 15 лютого 1988    | Обсерваторія Ла-Сілья                | Ерік Вальтер Ельст                                     |
| (43769) 1988 EK                       | 1988 EK              | 10 березня 1988   | Паломарська обсерваторія             | Джеффрі Алу                                            |
| (43770) 1988 EX1                      | 1988 EX1             | 13 березня 1988   | Обсерваторія Брорфельде              | Поуль Єнсен                                            |
| (43771) 1988 TJ                       | 1988 TJ              | 3 жовтня 1988     | Обсерваторія Кушіро                  | Сейджі Уеда, Хіроші Канеда                             |
| (43772) 1988 TV1                      | 1988 TV1             | 13 жовтня 1988    | Обсерваторія Кушіро                  | Сейджі Уеда, Хіроші Канеда                             |
| (43773) 1989 AJ                       | 1989 AJ              | 4 січня 1989      | Обсерваторія Йорії                   | Масару Араї, Хіроші Морі                               |
| (43774) 1989 CO2                      | 1989 CO2             | 4 лютого 1989     | Обсерваторія Ла-Сілья                | Ерік Вальтер Ельст                                     |
| 43775 Тьєполо (Tiepolo)               | 1989 CA6             | 2 лютого 1989     | Обсерваторія Карла Шварцшильда       | Ф. Бернґен                                             |
| (43776) 1989 GP2                      | 1989 GP2             | 3 квітня 1989     | Обсерваторія Ла-Сілья                | Ерік Вальтер Ельст                                     |
| (43777) 1989 RK1                      | 1989 RK1             | 3 вересня 1989    | Обсерваторія Верхнього Провансу      | Ерік Вальтер Ельст                                     |
| (43778) 1989 SY3                      | 1989 SY3             | 26 вересня 1989   | Обсерваторія Ла-Сілья                | Ерік Вальтер Ельст                                     |
| (43779) 1989 SQ5                      | 1989 SQ5             | 26 вересня 1989   | Обсерваторія Ла-Сілья                | Ерік Вальтер Ельст                                     |
| (43780) 1989 SL8                      | 1989 SL8             | 23 вересня 1989   | Обсерваторія Ла-Сілья                | Анрі Дебеонь                                           |
| (43781) 1989 TB3                      | 1989 TB3             | 7 жовтня 1989     | Обсерваторія Ла-Сілья                | Ерік Вальтер Ельст                                     |
| (43782) 1989 US2                      | 1989 US2             | 29 жовтня 1989    | Окутама                              | Цуному Хіокі, Нобухіро Кавасато                        |
| (43783) 1989 UX7                      | 1989 UX7             | 24 жовтня 1989    | КрАО                                 | Людмила Черних                                         |
| (43784) 1989 XR1                      | 1989 XR1             | 2 грудня 1989     | Обсерваторія Ла-Сілья                | Ерік Вальтер Ельст                                     |
| (43785) 1989 YC6                      | 1989 YC6             | 29 грудня 1989    | Обсерваторія Верхнього Провансу      | Ерік Вальтер Ельст                                     |
| (43786) 1990 QA8                      | 1990 QA8             | 16 серпня 1990    | Обсерваторія Ла-Сілья                | Ерік Вальтер Ельст                                     |
| (43787) 1990 QR8                      | 1990 QR8             | 16 серпня 1990    | Обсерваторія Ла-Сілья                | Ерік Вальтер Ельст                                     |
| (43788) 1990 RB3                      | 1990 RB3             | 14 вересня 1990   | Паломарська обсерваторія             | Генрі Гольт                                            |
| (43789) 1990 SN9                      | 1990 SN9             | 22 вересня 1990   | Обсерваторія Ла-Сілья                | Ерік Вальтер Ельст                                     |
| 43790 Фердінандбраун (Ferdinandbraun) | 1990 TY3             | 12 жовтня 1990    | Обсерваторія Карла Шварцшильда       | Ф. Бернґен, Лутц Шмадель                               |
| (43791) 1990 UK5                      | 1990 UK5             | 16 жовтня 1990    | Обсерваторія Ла-Сілья                | Ерік Вальтер Ельст                                     |
| (43792) 1990 VY1                      | 1990 VY1             | 11 листопада 1990 | Обсерваторія Ґейсей                  | Тсутому Секі                                           |
| 43793 Маккей (Mackey)                 | 1990 VK7             | 13 листопада 1990 | Паломарська обсерваторія             | Керолін Шумейкер, Девід Леві                           |
| 43794 Yabetakemoto                    | 1990 YP              | 19 грудня 1990    | Обсерваторія Ґейсей                  | Тсутому Секі                                           |
| (43795) 1991 AK1                      | 1991 AK1             | 15 січня 1991     | Обсерваторія Карасуяма               | Шіґеру Інода, Такеші Урата                             |
| (43796) 1991 AS1                      | 1991 AS1             | 14 січня 1991     | Паломарська обсерваторія             | Е. Гелін                                               |
| (43797) 1991 AF2                      | 1991 AF2             | 7 січня 1991      | Обсерваторія Сайдинг-Спрінг          | Роберт Макнот                                          |
| (43798) 1991 GW8                      | 1991 GW8             | 8 квітня 1991     | Обсерваторія Ла-Сілья                | Ерік Вальтер Ельст                                     |
| (43799) 1991 PZ10                     | 1991 PZ10            | 7 серпня 1991     | Паломарська обсерваторія             | Генрі Гольт                                            |
| (43800) 1991 PP13                     | 1991 PP13            | 5 серпня 1991     | Паломарська обсерваторія             | Генрі Гольт                                            |

| ← Астероїди 40001—50000 → |             |             |             |             |             |             |             |             |             |
| 40001—40100               | 41001—41100 | 42001—42100 | 43001—43100 | 44001—44100 | 45001—45100 | 46001—46100 | 47001—47100 | 48001—48100 | 49001—49100 |
| 40101—40200               | 41101—41200 | 42101—42200 | 43101—43200 | 44101—44200 | 45101—45200 | 46101—46200 | 47101—47200 | 48101—48200 | 49101—49200 |
| 40201—40300               | 41201—41300 | 42201—42300 | 43201—43300 | 44201—44300 | 45201—45300 | 46201—46300 | 47201—47300 | 48201—48300 | 49201—49300 |
| 40301—40400               | 41301—41400 | 42301—42400 | 43301—43400 | 44301—44400 | 45301—45400 | 46301—46400 | 47301—47400 | 48301—48400 | 49301—49400 |
| 40401—40500               | 41401—41500 | 42401—42500 | 43401—43500 | 44401—44500 | 45401—45500 | 46401—46500 | 47401—47500 | 48401—48500 | 49401—49500 |
| 40501—40600               | 41501—41600 | 42501—42600 | 43501—43600 | 44501—44600 | 45501—45600 | 46501—46600 | 47501—47600 | 48501—48600 | 49501—49600 |
| 40601—40700               | 41601—41700 | 42601—42700 | 43601—43700 | 44601—44700 | 45601—45700 | 46601—46700 | 47601—47700 | 48601—48700 | 49601—49700 |
| 40701—40800               | 41701—41800 | 42701—42800 | 43701—43800 | 44701—44800 | 45701—45800 | 46701—46800 | 47701—47800 | 48701—48800 | 49701—49800 |
| 40801—40900               | 41801—41900 | 42801—42900 | 43801—43900 | 44801—44900 | 45801—45900 | 46801—46900 | 47801—47900 | 48801—48900 | 49801—49900 |
| 40901—41000               | 41901—42000 | 42901—43000 | 43901—44000 | 44901—45000 | 45901—46000 | 46901—47000 | 47901—48000 | 48901—49000 | 49901—50000 |